# Iwan Pieriemyszczew
Iwan Stiepanowicz Pieriemyszczew (ros. Иван Степанович Перемыщев ur. w 1908) – major radzieckiego wywiadu wojskowego, szef Oddziału II Sztabu Generalnego Wojska Polskiego.
Rosjanin, pochodził z rodziny chłopskiej. Od 1931 był członkiem WKP(b)

## Przebieg służby
W Armii Czerwonej pełnił służbę od 1931. W 1935 ukończył moskiewską szkołę techników czołgowych, po czym służył w tej specjalności w batalionie szkolnym 45 Korpusu Zmechanizowanego. 
Od października 1935 do sierpnia 1941 wykonywał zadania zwiadowcze, będąc podporządkowany Zarządowi Zwiadu. Od kwietnia 1941 do kwietnia 1942 wykonywał zadania specjalne, w tym na Froncie Południowo-Zachodnim i Froncie Woroneskim.
W 1945 był zastępcą szefa Wydziału Wojskowego do spraw zwiadu Sojuszniczej Komisji Kontrolnej w Rumunii.
W 1950 był szefem Oddziału II Sztabu Generalnego Wojska Polskiego.

## Ordery i odznaczenia
- Order Czerwonego Sztandaru (1945);
- Order Wojny Ojczyźnianej II stopnia (1945);
- Order Czerwonej Gwiazdy (1942);
- Medal „Za zasługi bojowe” (1945).